# Українці в Башкортостані
Українці в Башкортостані — одна з національних меншин Республіки Башкортостан. За даними перепису населення 2010 року в республіці проживало 39875 українців.

## Історія
Перші «черкаси», тобто українці, з'явилися в Оренбурзькій губернії, до складу якої входила територія сьогоднішнього Башкортостану, більш ніж 270 років тому. У XVIII столітті тут оселилися уродженці Полтавщини і Сумщини.
Чимало українців з'явилося тут після 1861 року, під час Столипінської реформи та Першої світової війни. Це були переселенці з Полтавщини, Чернігівщини, Київщини, Харківщини, Катеринославщини, Херсонщини.
У 1912 році лише в одній Уфимської губернії проживало понад 56 тисяч українців.
Чимало переселенців з'явилося тут і після евакуації під час Другої світової війни.
Сьогодні є українці, які народилися на башкирській землі в п'ятому-шостому поколіннях, деякі українські села відзначили свої 100-120-ти річні ювілеї: с. Казанка Альшеєвського району, с. Степанівка Аургазінського району, с. Шарівка Белебеївського району, с. Золотоношка Стерлітамацького району, с. Локотки Кіровського району м. Уфи, с. Ново-Олександрівка Демського району м. Уфи, с. Антонівка Мелеузівського району.

## Демографія
Згідно з переписом 2002 року, в республіці проживало 55249 українців.
Більшість з них мешкали в містах, а саме: Уфа — 17772 особи, Стерлітамак — 6661, Салават — 3069, Октябрський — 1807, Кумертау — 1746, Давлеканово — 1430, Белебей — 1406, Мелеуз — 1062, Нефтекамськ — 813, Ішимбай — 760, Мєжгор'є — 598, Сібай — 581, Туймази — 556, Бєлорєцьк — 486 осіб.
Сьогодні в Росії функціюють 12 українських шкіл, 9 з них — у Башкортостані. Українська мова вивчається в Степанівській (Аургазинський район), Троїцькій (Благоварський район), Золотоніській (Стерлітамацький район) середніх школах, Санжаровській основній загальноосвітній школі Чишминського району. З 1993 року в Кіровському районі Уфи функціонує республіканська базова школа з вивченням української мови, літератури та історії України, при якій заснована недільна українська школа імені Т. Г. Шевченка. У Калінінському районі столиці також працює Національна недільна українська школа. Українську мову в республіці вивчають близько 500 учнів. Організовуються дитячо-юнацькі лінгвістичні табори.
На жаль, незважаючи на наявність шкіл, сьогодні доводиться говорити про те, що молоде покоління практично не знає рідної мови, а середнє покоління рідко спілкується українською.
Надзвичайно тривожні дані останніх переписів населення Республіки Башкортостан, згідно з якими намітилася тенденція зменшення чисельності українців: 1979 рік — 75571 осіб, 1989 рік — 74990, 2002 рік — 55249, 2010 рік — 39875 осіб.

## Громадські організації
У січні 1990 року відбулася Установча конференція, на якій було засновано Товариство шанувальників української культури «Кобзар», перетворене на першому з'їзді українців в 1992 році в однойменний Республіканський національно-культурний центр. Тоді ж був заснований Союз української молоді Республіки Башкортостан «Беркут», який тісно співпрацює з центром «Кобзар» і українською жіночою організацією «Берегиня».
В Уфі успішно працює Спілка професійних вчителів української мови і літератури. Хлопцям з Башкортостану, що вивчають українську мову, надаються безкоштовні путівки в оздоровниці України.
В Башкортостані діють українські самодіяльні колективи, серед яких окремі мають звання «народний» — хор «Кобзар» (Уфа), ансамбль «Барвінок» (Стерлітамак), хор «Дніпро» (Мелеуз). Збереженню і розвитку української культури, безумовно, сприяв Указ Президента РБ про заснування історико-культурного центру українців Башкортостану в селі Золотоношка Стерлітамацького району. У його складі — сільський будинок культури, бібліотека, краєзнавчий музей.
Плідно працює Центр україністики під керівництвом відомого етнолога, ректора Уфимського філіалу Московського державного відкритого педагогічного університету імені М. Шолохова Володимира Бабенка. Цим центром видані книги «Українці Башкирської АРСР: поведінка малої етнічної групи в поліетнічному середовищі», «Україна — Башкортостан: роки випробувань і співпраці», «Пісенний фольклор українських переселенців у Башкирії», «Завези од мене поклон в Україну», «Башкортостан — Україна: зв'язок часів» та інші.